# Winfried Micke
Winfried Micke (* 1. Februar 1938 in Recklinghausen) ist ein ehemaliger deutscher Fußballspieler.

## Karriere

### Vereine
Micke gehörte in der Saison 1958/59 dem Kader der ersten Mannschaft des VfL Bochum an und kam einzig am 17. August 1958 (1. Spieltag) bei der 1:5-Niederlage im Auswärtsspiel gegen Fortuna Düsseldorf in einem Punktspiel der Oberliga West in der seinerzeit höchsten Spielklasse im westdeutschen Fußball zum Einsatz.

### Nationalmannschaft
Als Spieler von Union Recklinghausen nahm Micke nahm 1955 und 1956 mit der DFB-Jugendauswahl „A“ am UEFA-Juniorenturnier in Italien und Ungarn teil. Sein Debüt als Nationalspieler gab er am 11. April 1955 in Florenz im mit 0:1 verlorenen Gruppenspiel gegen die Auswahl Italiens. Im Jahr darauf kam er bereits in drei Gruppenspielen zum Einsatz. Er spielte am 28. März in Budapest beim 0:0-Unentschieden gegen die Auswahl Ungarns. Zwei Tage später bestritt er in Székesfehérvár das mit 1:0 gewonnene Spiel gegen die Auswahl Bulgariens, wie auch am 31. März in Sztálinváros das mit 1:2 verlorene Spiel gegen die Auswahl Englands.